# Walter Krüger (SS-generaal)
Walter Krüger (Straatsburg, 27 februari 1890 – Sulęcin, 2 mei 1945) was een Duitse SS-Obergruppenführer en generaal in de Waffen-SS. Hij werd onderscheiden met het Ridderkruis van het IJzeren Kruis met Eikenloof en Zwaarden als erkenning voor extreme dapperheid en/of succesvol militair leiderschap.

## Leven
Walter werd geboren als de zoon van Alfred Krüger en diens echtgenote Helene Glünder. Zijn vader werd later Oberst en commandant van het infanterieregiment Prinz Louis Ferdinand von Preußen. Zijn jongere broer Friedrich-Wilhelm Krüger werd later ook SS-Obergruppenführer en General der Waffen-SS.

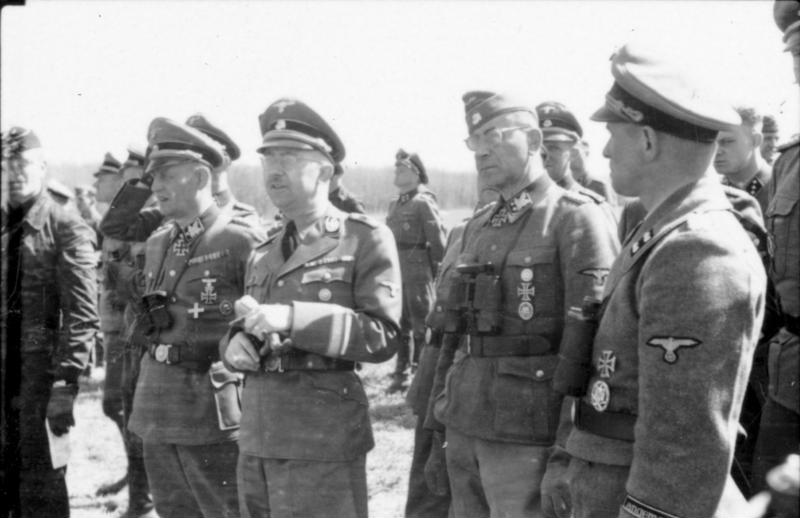
Himmler inspecteert de troepen bij Charkow in april 1943, Krüger staat links van hem.

Hij doorliep de cadettenschool in Karlsruhe en in Lichterfelde, en werd op 19 maart 1908 tot Leutnant bevorderd (effectief vanaf 19 juni 1908). Hij werd geplaatst bij het 2. Badisches Grenadier-Regiment "Kaiser Wilhelm I." Nr. 110.
In de Eerste Wereldoorlog diende hij onder andere in het Alpenkorps. Hij werd op 18 augustus 1915 tot Hauptmann bevorderd, en voerde aan het einde van de oorlog het bevel over een bataljon. Na de oorlog sloot hij zich aan bij het Westfaals vrijkorps Pfeffer en vocht in het Balticum en het Roergebied. Krüger werd opgenomen in de voorloper van de Reichswehr en werd chef van een machinegeweer-compagnie in het IIIe bataljon in het Reichswehr-Schützen-Regiment 13 in Paderborn. Op eigen verzoek verliet hij de actieve dienst in december 1920.
Vanaf de zomer van 1921, werkte Krüger als bankbediende bij de bank Vogler in Halberstadt en werkte aansluitend tot 1925 als bankemployé bij de Reichsbankstelle Halberstadt.
Op 18 mei 1923 trouwde Krüger met Eleonore Elli Gerhardt. Het echtpaar kreeg een zoon en twee dochters. Op 3 januari 1934 werd Krüger lid van de Sturmabteilung. Een andere bron vermeldt lidmaatschap vanaf december 1933.
In 1935 trad Krüger toe tot de SS-Verfügungstruppe en kreeg het commando 2. Bataillon der SS-Standarte „Germania“ toevertrouwd. Later kreeg hij onderwijs aan de SS-Junkerschule Bad Tölz. Als Erster Generalstabsoffizier (Ia) van de 4. SS-Polizei-Panzergrenadier-Division nam hij deel aan de slag om Frankrijk. Hij keerde in augustus/september 1940 terug naar de SS-Junkerschule Bad Tölz, van waar hij wederom in oktober 1940 naar het SS-Führungshauptamt in Berlijn overgeplaatst werd.

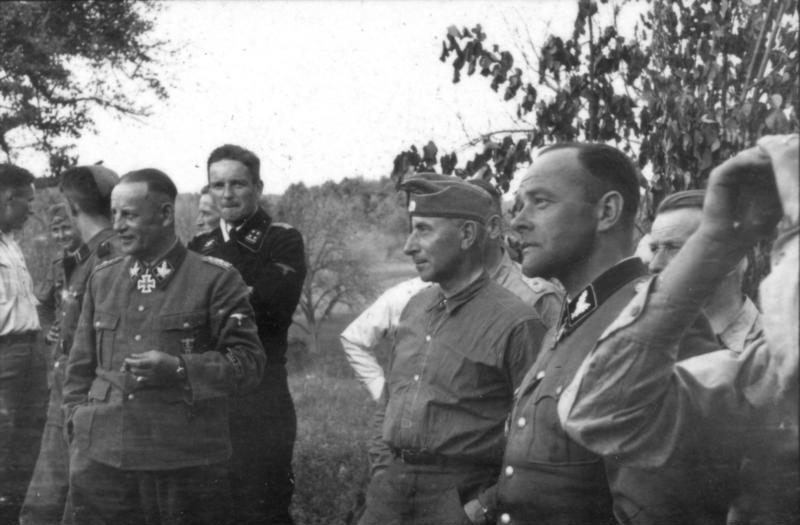
V.l.n.r. Krüger, Reitzenstein (achter Krüger), Hausser, Ostendorf in Rusland, 1943.

Van 18 augustus tot 16 november werd hij benoemd tot "Inspecteur van de Infanterie" in het SS-Führungshauptamt. Hij voerde ook het commando over de SS-Polizei-Division. Nadat Herbert-Ernst Vahl gewond raakte, nam Krüger het commando van de 2. SS-Panzer-Division Das Reich over, die op dat moment in de slag om Koersk in het Belgorod verwikkeld was. Eind 1943 werd hij bevelvoerend generaal van het IV SS Pantserkorps, en van 15 maart 1944 tot 25 juli 1944 was hij bevelhebber van de Waffen-SS in het Rijkscommissariaat Ostland. Op 25 juli 1944 nam hij het commando van het VI SS Korps over, dat samen met Heeresgruppe Nord een gevecht voerde om het oprukkende Rode Leger in Koerland af te wenden.

## Overlijden
De omstandigheden van Krügers dood zijn onduidelijk, waarschijnlijk probeerde hij samen met zijn troepen aan het einde van de oorlog door te stoten naar Oost-Pruisen. Op 22 mei 1945 werd hij mogelijk in de bossen aan de Pruisische-Litouwse grens door een Russische patrouille verrast, waarna hij zichzelf doodschoot.
De datum van overlijden is niet zeker. Volgens Florian Berger is de datum van zijn dood 20 mei 1945, Walther-Per Fellgiebel verklaart 8 mei 1945 terwijl Veit Scherzer 22 mei 1945 aanhoudt.

## Carrière
Krüger bekleedde verschillende rangen in zowel de Allgemeine-SS als Waffen-SS. De volgende tabel laat zien dat de bevorderingen niet synchroon liepen.
| Datum                                                        | Heer         | Sturmabteilung      | Allgemeine-SS          | Waffen-SS                       |
| ------------------------------------------------------------ | ------------ | ------------------- | ---------------------- | ------------------------------- |
| 1 april 1900                                                 | Kadett       | —                   | —                      | —                               |
| 1907                                                         | Fähnrich     | —                   | —                      | —                               |
| 19 maart 1908 (zonder Patent, 19 juni 1908 Patent toegekend) | Leutnant     | —                   | —                      | —                               |
| 25 februari 1915                                             | Oberleutnant | —                   | —                      | —                               |
| 17 augustus 1917 - 18 augustus 1917                          | Hauptmann    | —                   | —                      | —                               |
| December 1933 - september 1934                               | Oberst       | SA-Standartenführer | —                      | —                               |
| 30 april 1935                                                | —            | —                   | SS-Obersturmbannführer | —                               |
| 30 januari 1939 - 30 november 1938                           | —            | —                   | SS-Standartenführer    | —                               |
| 1 januari 1940                                               | —            | —                   | SS-Oberführer          | —                               |
| 20 april 1941                                                | —            | —                   | SS-Brigadeführer       | Generalmajor in de Waffen-SS    |
| 30 januari 1942                                              | —            | —                   | SS-Gruppenführer       | Generalleutnant in de Waffen-SS |
| 12 juni 1944 (met ingang van 21 juni 1944)                   | —            | —                   | SS-Obergruppenführer   | Generaal in de Waffen-SS        |

## Lidmaatschapsnummers
- NSDAP-nr.: 3 995 130[15] (lid geworden 1 mei 1937[2][5])
- SS-nr.: 266 184[17] (30 april 1935[3])

## Onderscheidingen
Selectie:
- Ridderkruis van het IJzeren Kruis op 13 december 1941 als SS-Brigadeführer en Generalmajor in de Waffen-SS en Kommandeur SS-Polizei-Division / L.Armee-Korps / 18.Armee / Heeresgruppe Nord[21][14][15][2][8][1]
- Ridderkruis van het IJzeren Kruis met Eikenloof op 31 augustus 1943 als SS-Gruppenführer en Generalleutnant in de Waffen-SS en Kommandeur SS-Panzergrenadier-Division „Das Reich“ / II.SS-Panzer-Korps[21][14][15][2][8][1]
- Ridderkruis van het IJzeren Kruis met Eikenloof, Zwaarden (nr.120[11]) op 11 januari 1945 als SS-Obergruppenführer en Generaal in de Waffen-SS en Kommandierender General van het VI.SS-Freiwilligen-Armee-Korps[21][14][15][2][20][1]
- IJzeren Kruis 1914, 1e klasse[19] (23 december 1916[2][1]) en 2e klasse (28 september 1914[2][1])
- Dienstonderscheiding van de SS, derde graad (8 jaar)[15][1]
- Herhalingsgesp bij IJzeren Kruis 1939, 1e klasse (22 juni 1940[8][1]) en 2e klasse (13 juni 1940[8][21][15][16][1])
- Ridderkruis in de Huisorde van Hohenzollern met Zwaarden op 24 juni 1918[21][15][16][2][1]
- Ridder der Tweede Klasse in de Orde van de Leeuw van Zähringen met Zwaarden op 12 maart 1915[21][15][2][1]

## Afkorting
- mit der Führung beauftragt (m. d. F. b.) - vrije vertaling: met het leiderschap belast